# 燦魣蜥魚
燦魣蜥魚（学名：Paralepis speciosa）為輻鰭魚綱仙女魚目帆蜥魚亞目魣蜥魚科的一種，分布於地中海海域，為深海魚類，深度可達660公尺，棲息在表中層水域，生活習性不明。
其种加词“speciosa”意为“外表美丽的”。